# Fort I (Magdeburg)

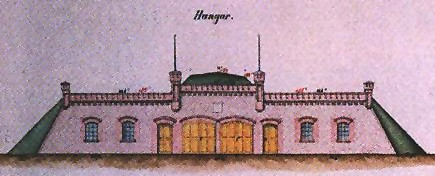
Fassadengestaltung der Mitteltraverse, Zeichnung von 1873

Das Fort I war ein Fort der Festung Magdeburg. Es diente zur Verteidigung der Südfront der Festung.

## Lage
Das Fort befand sich südlich von Buckau auf dem Gebiet von Fermersleben, südwestlich der Kreuzung von Schanzenweg und Alt Fermersleben in einer Höhe von 55 bis 56 Metern über Normalnull, was einer Höhe über dem Spiegel der Elbe von 13 Metern entsprach.

## Geschichte

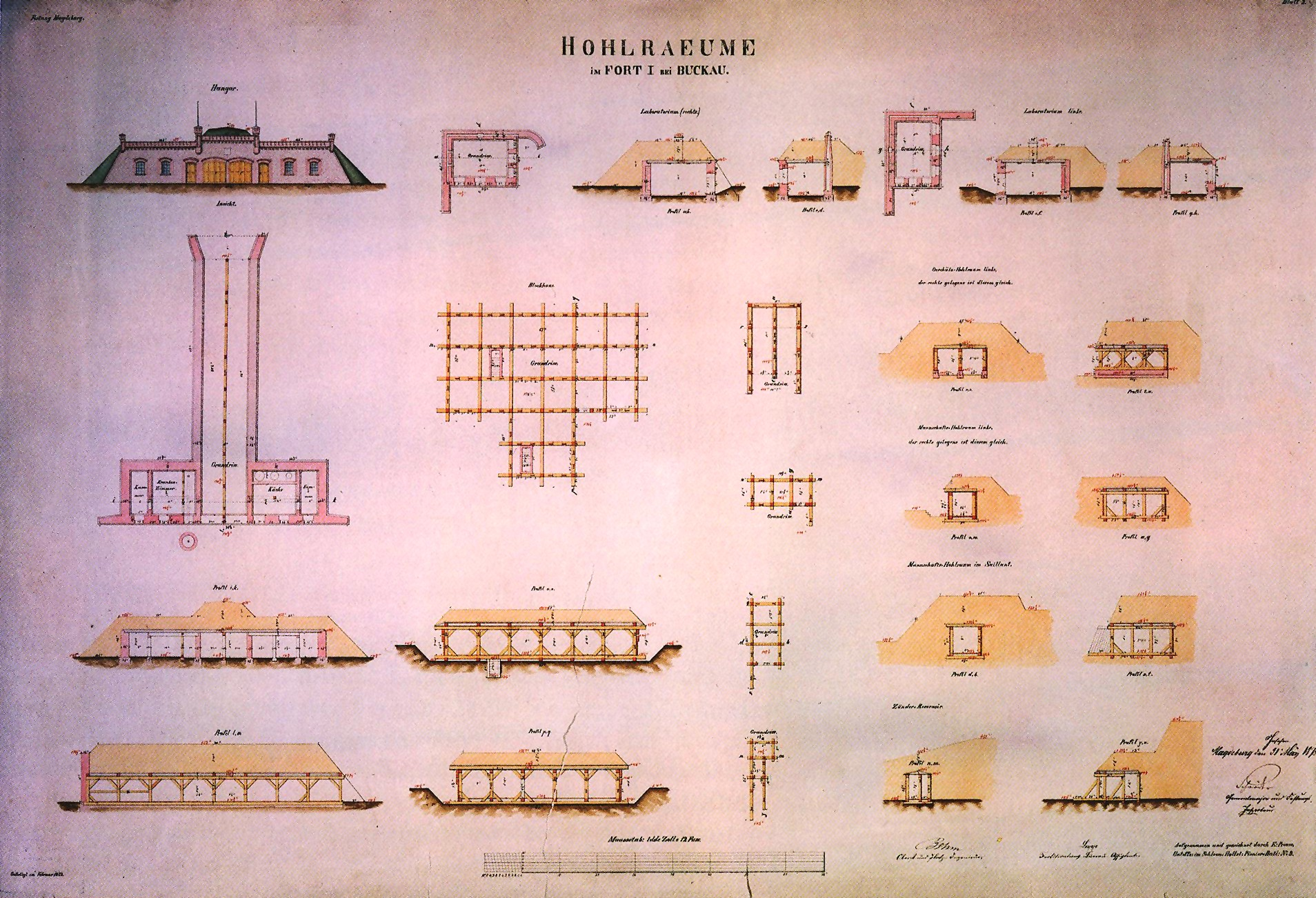
Bauzeichnungen für das Fort I von 1873

Aufgrund der veränderten Waffentechnik machte sich in den 60er Jahren des 19. Jahrhunderts eine Modernisierung der Festung Magdeburg erforderlich. 1863 begannen die Planungen für einen Fortgürtel, der sich in einer Entfernung von einem bis zu drei Kilometern vor der eigentlichen Festung befinden sollte. Das Grundstück erwarb der Militärfiskus von der Zinckes’chen Hauptstiftung.

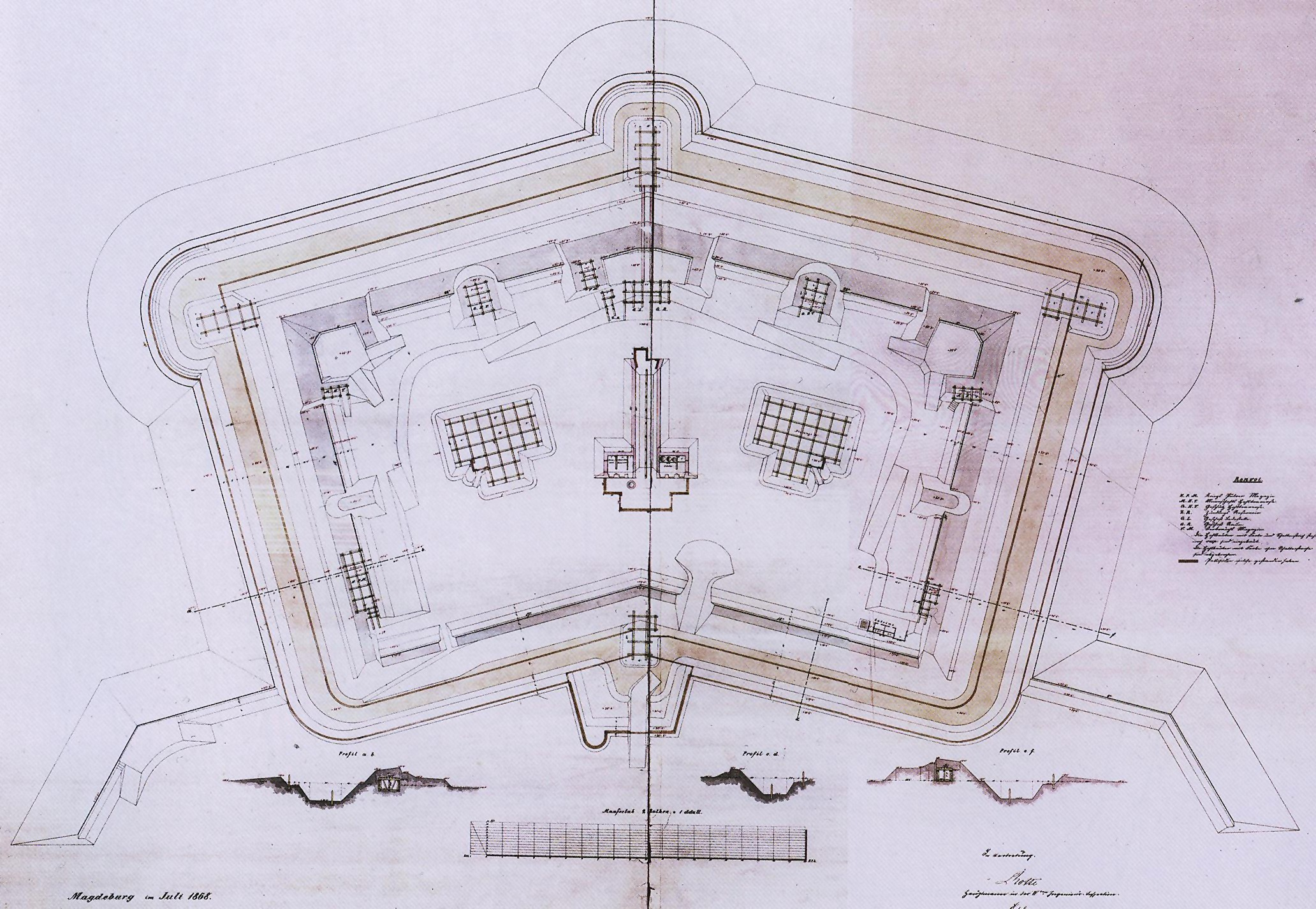
Grundriss des Forts, Zeichnung von 1868

1866 begann, bedingt durch die gerade entstandene kriegerische Auseinandersetzung, in großer Eile der tatsächliche Bau des Fortgürtels. Das Fort I (zunächst aufgrund einer noch anderen Nummerierung als Fort II bezeichnet) gehörte zu den ersten errichteten Forts. Aufgrund der Eilbedürftigkeit wurden viele Bestandteile des Forts lediglich als mit Erde abgedeckte Holzkonstruktion ausgeführt. Das Fort befand sich in 1700 Meter Entfernung zur nördlich gelegenen Festung.
Spezielle Aufgabe des Fort I war die Verteidigung des etwas weiter nördlich gelegenen Wasserwerk Magdeburgs, der östlich vorbeifließenden Elbe und der westlich am Fort entlang führenden Eisenbahnstrecken nach Leipzig und Halberstadt. In den 1870er Jahren wurde für die Anlage eines Verbindungsganges ein weiterer Ackerstreifen angekauft.
Das Fort wurde zu keinem Zeitpunkt in Kampfhandlungen verstrickt. Trotz weiterer Modernisierungen der Festung verlor sie durch die weiter veränderte Waffentechnik schnell an Bedeutung.
Ab 1904 wurde der Fortgürtel schrittweise aufgegeben. 1907 folgte auch die Aufgabe des Fort I. Um 1920 wurde das Fort vollständig abgerissen. An der Stelle des Forts entstand 1926/27 eine Sportstätte sowie Kleingärten. Südlich wurde die Wohnsiedlung Fermersleben errichtet. 1927 wurde eine im Gebiet befindliche Straße zur Erinnerung an das Fort als Am Fort bezeichnet, die, nach zwischenzeitlicher Umbenennung, auch heute wieder so heißt.

## Architektur
Das Fort verfügte über einen symmetrischen Grundriss. Die Mitteltraverse und zwei errichtete Laboratorien waren, anders als die übrigen Bauten, nicht als Holzbau ausgeführt. Im Stirnbau der Mitteltraverse waren neben der Einfahrt auch die Küche und das Krankenzimmer untergebracht. Zur Feldseite hin befand sich ein Glacis. Der Kamm des Glasics diente als Brustwehr für die Fortbesatzung. Um das Fort verlief ein gedeckter Weg. Im Ernstfall wurde eine Palisadenwand errichtet, die weiteren Schutz bot. Das Fort war von einem circa 12 Meter breiten und 14 Meter tiefen (bezogen auf das Niveau der Brustwehr) Graben umgeben. Der Graben war nicht mit Wasser gefüllt und verfügte in der Mitte über einen Abzugsgraben. Es bestanden vier Grabenkaponnieren. Der das Fort umziehende Wall war mit Walltraversen ausgeführt. Weiterhin bestanden Flügelwerke, eine Reverskasematte mit Saillantpoterne, Blockhäuser, Pulvermagazine mit gesonderter Geschossladestelle und eine Latrine.